# Edy Brambila
Edy Germán Brambila Rosales, noto semplicemente come Edy Brambila (Tepic, 15 gennaio 1986), è un ex calciatore messicano, di ruolo centrocampista.

## Caratteristiche tecniche
È un esterno destro.

## Carriera
Cresciuto nel settore giovanile del Pachuca, ha esordito in prima squadra il 7 agosto 2006 disputando l'incontro di Primera División perso 3-2 contro il Cruz Azul.

## Palmarès

### Club

#### Competizioni nazionali
- Campionato messicano: 2

Pachuca: 2006 (A), 2007 (C)
- Campionato messicano di seconda divisione: 1

Cafetaleros (T): 2018 (C)

#### Competizioni internazionali
- SuperLiga nordamericana: 1

Pachuca: 2007
- CONCACAF Champions' Cup: 2

Pachuca: 2007, 2008
- CONCACAF Champions League: 1

Pachuca: 2009-2010